# Anamaria Șerban
Anamaria Șerban ( n. 24 martie 1979, Arad) este un sculptor român. 

## Biografie
Studii: Facultatea de Arte-Universitatea de Vest, Timișoara, promoția 2002.
- 2003 - Studii postuniversitare - sculptura, Facultatea de Arte, Universitatea de Vest, Timișoara.
- 2003 - 2007 - Studii doctorale IOSUD Facultatea de Arte, Universitatea de Vest, Timișoara.
- Din 2007 doctor în arte vizuale. Titlul tezei: “Sculptura contemporana - interferențe cu domeniul arhitecturii și land art”, coordonator stiintific prof. univ. dr. Cristian Robert Velescu.

## Premii
- 1999 Marele Premiu, Techirghiol, Ro;
- 2001 Premiul pentru, sculptură ecologică Arad Activitate didactică din 2002 ca asistent la sectia sculptură, Facultatea de Artă, Universitatea de Vest, Timișoara.

## Expoziții

### Expoziție personală desene
- 1999 Galerie Monika Beck, Saarbrücken, (D).

### Expoziții de grup
- 1997 - 2006 Salonul anual de artă - Arad;
- 1999, 2001, 2003 expozitiile studentilor “arte tm” Arad, Delta, Ro;
- 1999, 2003 Student Fest, Timișoara, Ro;
- 1999, 2001 Bienala Internationala de Desen, Delta, Arad, Ro;
- 1998, 2004, 2006 Bienala Internationala de Sculptura, Delta, Arad, Ro;
- 2001 ”Paradigma operei lui Brancuși”, InterArt Triade, Timișoara, Ro;
- “Human Machine Project”, DigitalArt Gallery și Dominicanische Kloster, Frankfurt, D;
- Trienala Int. de Sculptura Monumentală la Chateau d’Oupeye, B;
- Bienala Int. de Sculptura Monumentală la Durbuy, B;
- 2002, 2004, 2005, 2006, 2007 Young Artist’s Exhibition “21” Delta Gallery Arad;
- 2002 Young Artist’s Exhibition “21” Alba-Iulia;
- 2003 Expoziție de sculptură, Galeria ArCub, București, Ro;
- 2004 Aradart, Pecs, Hu;
- “Arta fara hotare” Oroshaza, Hu;
- Salonul de Anual de Artă Timișoara, Museul de Artă, Ro;
- 2005 Plain air Csongrad și Szeged, H;
- 2005, 2006, Muzeul de Artă Blaj, Ro;
- 2005 2007 Bienala de Artă Contemporană, Arad, Ro;
- 2006 Centrul Cultural Roman, Budapesta, (H);
- Fotografii din simpozioane, Orizont, București, Ro;
- “Poduri europene”, Galeria Senso, București;
- 2007 “Poduri europene”, Muzeul Bruckenthall, Sibiu;
- “Sculptura azi. 4 discursuri”, Delta, Arad;
- Exp. int. de sculptura monumentală Parcul Saint Cloude și Ambasada Romaniei, Paris.

### Simpozioane de sculptură
- 1998 Captalan, Alba, Ro;
- 1999, 2000 Simpozion Internațional de Sculptură, Techirghiol, Constanta;
- 2001 Simpozion Internațional de Sculptură, Behringen;
- 2001 Rencontre Int. de Sculpture de Sprimont;
- 2002 Stone Sculpture Symposion Norge, Larvik;
- 2003 ArTuborg, Timișoara, Ro;
- 2004 Simpozion Internațional de Sculptură, Teius - Caransebes;
- 2005 Simpozion Internațional de Sculptură Monumentală, Plain-air, Csongrad, H;
- 2005, 2006 Simpozion Internațional de Sculptură Monumentală, Blaj, Ro;
- 2006 Simpozionul Internațional de Sculptură Monumentală, Triade, Timișoara, Ro;
- 2006, 2007 Simpozionul Internațional de Sculptură “Poduri europene” Constanța și Sibiel;
- 2007 Simpozion Internațional de Sculptură Monumentală, “Omagiu lui Brancuși”, Paris, F;
- 2007 Simpozion Internațional de Sculptură Monumentală, Zeicani, Ro.

## Lucrări și cronică
|  | ...Mediul în care artista Anamaria Șerban pare să se simtă însă cel mai bine este cel al simpozioanelor de sculptură. O dovedește nu numai refuzul ei de a se prezenta singură pe simeze ci și numeroasele sale participări la simpozioane de sculptură (lemn, piatră, metal) din țară și de peste hotare, unde o regăsim prezentă, de asemenea, din perioada studenției (Captalan, România 1998), evenimente care i-au prilejuit nu numai întâlnirea cu artiști de pretutindeni ci și ocazia de a lua parte la colaborarea între acești oameni (eine Gemeinschaftarbeit). Adepta lucrului în aer liber și al monumentalității în sculptură, materialul asupra căreia Anamaria Șerban se apleacă cu predilecție este piatra. Din acest motiv artista abordează lucrări ale căror univers referențial direct nu este îngrădit sau asupra cărora nu acționează coercitiv instanța spațiilor închise și/sau antropogene. Fascinația pentru land art, asupra căreia s-a orientat și cu ocazia tezei doctorale, este trădată în cazul sculpturii de apetența pentru regândirea întregului spațiu în care artista își situează lucrarea. Adeseori, această regândire implică deopotrivă reconfigurarea unor cadre arhitecturale deja existente și a căror simbolism este potențat printr-o originală poziționare a lucrării în contextul ales, ca semn diacritic într-o frazeologie stranie. | — Emil Moldovan |